# Ares Galaxy
Ares Galaxy, popularmente conocido como Ares, fue un programa P2P de compartición de archivos creado a mediados de 2002. Es software libre y estuvo desarrollado en el lenguaje de programación Delphi para el sistema operativo Microsoft Windows. Se podía usar la red de Ares en GNU/Linux mediante giFT, o ejecutando el cliente oficial bajo Wine.
Ares originalmente trabajaba con la red Gnutella, pero seis meses después de su creación, en diciembre de 2002, se optó por empezar a desarrollar su propia red independiente y descentralizada, montada sobre una arquitectura de red P2P de tipo "leaf nodes-y-supernodos" ofreciendo un sistema de búsqueda de tipo broadcasting inspirada por la arquitectura de la red P2P Gnutella; fue así como empezó a nacer lo que sería la red de Ares Galaxy. Fue bastante popular en países hispanohablantes, entre finales de la década de los 2000, hasta mediados de la década de 2010.

## Historia
Durante un tiempo, Ares Galaxy contenía adware que podía aceptarse o no durante la instalación de este programa; pero sus desarrolladores al darse cuenta de que era una práctica poco ética retiraron el adware de todos sus paquetes de instalación.
El programa tuvo gran aceptación entre los usuarios debido a la rapidez y flexibilidad del protocolo (que permite multibúsquedas, colas de esperas remotas muy cortas, gran velocidad de descarga), la posibilidad de creación de salas de conversación en red, facilidad de uso, entre otras cosas. Debido a las ventajas de este programa y a la pérdida de popularidad de Kazaa, el pequeño proyecto descentralizado, de ser una red experimental con menos de 10 000 usuarios, se convirtió rápidamente en una red de gran magnitud con aproximadamente un millón de usuarios en 2005.
La red de Ares Galaxy crecía a ritmo acelerado, pero el cliente para tener acceso a ella no lo hacía a la par, puesto que los creadores liberaban versiones de Ares Galaxy con una lentitud de hasta una versión por año y cada versión no siempre era muy diferente a la anterior; solo se realizaban arreglos menores entre versión y versión. Debido a esta lentitud en el desarrollo del cliente surgieron otros clientes P2P alternativos, como Warez P2P.
En la segunda mitad de 2005, los desarrolladores de Ares Galaxy, al darse cuenta de lo popular que resultó ser su proyecto y de que no alcanzaban a dar abasto en cuanto al mantenimiento del servidor ni al desarrollo del proyecto —y posiblemente por el temor de alguna demanda judicial debido a que era la época en que atacaban a las desarrolladores del P2P (cierre de la empresa de eDonkey)—, decidieron cambiar la licencia gratuita de su programa por una licencia libre, y de esta manera, transformarlo en software libre, bajo la licencia GPL. Desde entonces el proyecto se encuentra en el sitio SourceForge.net que ofrece servidor gratuito y otras opciones que permiten el fácil seguimiento del desarrollo de un software libre.
Desde finales de 2006, varios grupos antipiratería, incluyendo MediaDefender y BayTSP, que trabajan para la RIAA, han empezado a alojar archivos falsos MP3 en Ares que nunca empiezan a descargarse. Estos archivos son alojados desde múltiples computadoras utilizando conexiones extremadamente altas de ancho de banda y, por lo tanto, aparecen al principio de la lista para cualquier consulta de búsqueda que los devuelva como resultado. Algunos usuarios informan de que la fiabilidad del establecimiento de conexiones puede ser difícil y errática. A partir de la versión 1.9.4, Ares incluyó soporte básico para el protocolo BitTorrent.
A principios de 2007, Ares Galaxy alcanzó la versión 2.0.9, donde presenta notables cambios tanto en el programa como dentro del proyecto de desarrollo de Ares Galaxy. Se ha conservado la interfaz gráfica basada en el sistema operativo Windows Vista, la compatibilidad del cliente con el protocolo BitTorrent que permite bajar contenido de la red BitTorrent y la separación del código fuente del chat que estaba dentro del código de Ares Galaxy y que pasó a ser independiente del cliente, además de que volvió a integrar el navegador, el cual  incluyó el motor de renderizado Gecko, más eficiente y rápido que Trident, el cual se utilizaba en versiones anteriores.
Ya en 2008, empezó a hacerse muy habitual un problema de conexión en la versión 2.0.9, que hacia que Ares se quedara en estado «conectando» y es porque Ares sólo funciona en la cuenta de usuario que fue instalado (si fue como administrador y luego se entra con otra cuenta, el programa se queda en conectando). Para este problema, salieron falsas soluciones no oficiales, basadas en pequeños archivos que debían colocarse en la carpeta de Ares. Esta solución funcionó pero solo parcialmente, ya que aún debía usarse el programa desde la cuenta que fue instalado originalmente al principio.[cita requerida] El 24 de noviembre de 2008 se liberó la versión 2.1.0, año y medio después de liberarse la anterior versión. La versión 2.1.0 solucionó este problema de conexión. Aparte de esto, el cliente P2P introduce otros nuevos cambios: una reducción en el tiempo que el programa se demora conectando la primera vez que se usa, se añadieron nuevos skins (Esmeralda, Borravino y Bloody) además de los dos que ya tenía (General y OsThemes), y se modificó el panel de control del chat.
Posteriormente se lanzó la versión 2.1.4.3038 que ya no viene con navegador incorporado. A partir de la versión 2.1.8. presenta mejoras en la forma de subir archivos y un soporte mejorado para BitTorrent.
Desde la versión 2.2.4 Ares tiene capacidad de visualizar streaming de diversos servicios de vídeos como de AlJazeera Y Russia Today (RT), además de películas libres de derechos como Elephant Dream, Zeitgeist y Star Wreck. Versiones antiguas del programa no aparecen en las búsquedas ni pueden transferir archivos a 2.2.4.
Se sabe que desde que tomaron la iniciativa de hacer libre a Ares, se dejó de actualizar la versión «liviana» de este cliente P2P, la cual quedó varada en la versión 1.8.1 por razones desconocidas y que ahora se considera descontinuada al no recibir actualización alguna desde septiembre de 2005, pero que aún permanece en línea en su página oficial para la descarga tanto del cliente como de su código fuente.

## Características
- Previsualización de archivos multimedia: Ares Galaxy permite la previsualización de algunos archivos de multimedia como audio o video, aun estando su descarga parcial (solo .avi y .mp3).
- Breves colas de espera: su flexible algoritmo tiene como prioridad el poner en primer lugar en una cola remota de espera a usuarios que tienen menos porcentaje en una descarga. Esto permite que las colas remotas sean muy breves para aquellos usuarios que inician una descarga.
- Salas de conversación en línea: una de las características típicas de este programa es la capacidad para crear salas de conversación descentralizadas para servir como punto de encuentro entre varias personas que comparten los mismos gustos o simplemente para conocer a más personas que comparten la misma nacionalidad, sin mencionar que algunos usuarios permiten la exploración de su colección de archivos compartidos.
- Mensajería instantánea entre dos usuarios: con esta opción, dos usuarios de Ares Galaxy pueden comunicarse por medio de un mensajero instantáneo que no requiere de la conexión a ninguna sala pública de charlas, sino que al descargar contenido de una persona o viceversa puede enviársele un mensaje instantáneo al otro usuario, siempre y cuando éste tenga activada la opción de recibir mensajes instantáneos. También pueden configurarse respuestas instantáneas para aquellos usuarios que pasan mucho tiempo ausentes mientas esperan a que se completen las descargas.
- Desde la versión 1.9.4, Ares Galaxy soporta el protocolo Bittorrent y magnet links. Permanecen en la ventana descargas al completarse pero al reiniciar el programa desaparecen.
- Compatibilidad con radio en Internet SHOUTcast desde la propia interfaz.
- Biblioteca de gestión: maneja todos los archivos compartidos
- Sistema DHT
- Ares carece de soporte para Upnp, no se prevé esta característica en versiones futuras.

## Red de Ares Galaxy

### Funcionamiento
El funcionamiento de la red es como un P2P (una red que no tiene clientes ni servidores fijos, sino un conjunto de nodos que se comportan como clientes y servidores de los demás nodos, simultáneamente). Una de las razones por las cuales suele ir más rápido que otros programas de redes P2P, es por el método usado. El cual consiste, en dar mayor prioridad a aquellos nodos cuyo porcentaje de descarga completada sea menor.
Dado que carece de soporte UPnP, es imposible subir archivos compartidos a la red mientras no se tengan puertos abiertos en el módem, pero esto no afecta a las descargas.

### Otros clientes
La red de Ares Galaxy permite la conexión de clientes a las redes de intercambio de Ares Galaxy a través de clientes totalmente ajenos al proyecto de Ares Galaxy. Por lo que también existen clientes que también se conectan a la red como Warez P2P (un clon de Ares), KCeasy (basado en giFT), jAres P2P (Un cliente para la red del Ares escrito en Java), entre otros.
Los clientes que utilizan el backend giFT, como Poisoned (Mac OS X) o KCeasy (Windows), se conectan a la red Ares, además de OpenFT y gnutella. (El desarrollo oficial del motor backend se detuvo en 2004). FileCroc se conecta a la red Ares y a la red  BitTorrent. iGotcha! se conecta a la red de chat de Ares y está diseñado para Mac OS X.

### Bots
Al igual que en IRC, es posible conectarse a las salas de conversación de Ares Galaxy usando otros clientes (en su mayoría caseros) cuya función es conectar con alguna sala de chat de Ares. Pueden utilizarse en conjunto con algunos bots que son una especie de scripts que permiten a un usuario extender y automatizar funciones de un cliente de este tipo, por ejemplo, la automatización que va desde un simple saludo con colores llamativos hasta funciones más serias como impedir que ciertos tipos de nick tengan acceso a una sala, que generalmente usa un administrador de una sala de este tipo. Cabe mencionar que el acceso con un cliente o bot a determinada sala de Ares, depende del reglamento de cada sala, ya que existen salas que solo permiten conexión desde un auténtico cliente Ares Galaxy o simplemente el uso de bots se restringe a los administradores de una sala.

### Hashlinks
Ares Galaxy también soporta hashlinks, esto es, identificadores únicos de archivos. Cuando se utiliza un identificador de este tipo, Ares busca y descarga un archivo específico o bien, accederá a determinada sala de chat por medio de este identificador. Algunos sitios de descarga publican estos hashlinks verificados de Ares para algunos contenidos populares en forma de enlaces (arlnk://).
Versiones más recientes del programa son capaces que generar un magnet link mucho más útiles para enlazar a un fichero especifíco, pero puede seguir interprentado hashlinks de versiones anteriores.
Arlnk
```
arlnk://
[Valor hash]
```

Magnet link
```
magnet:?xt=urn:sha1:
[Hash sha1]
&dn=
[Nombre del archivo]
```

A partir de Ares 1.9.6, los vínculos de texto plano son soportados usando el siguiente formato:
- arlnk://chatroom:127.x.x.x:port|nombre de la sala
- arlnk://radio:127.x.x.x:port

## Críticas
Ares Galaxy ha sido criticado por tener contenido vírico abundante en su red que pudiera afectar a aquellos usuarios desprevenidos que descargan material sin comprobar la integridad del mismo mediante un antivirus y/o antispyware, y por no contener un filtro que ayude a mitigar la potencial propagación de malware. Por tal motivo, en la página oficial de Ares Galaxy en SourceForge, se ha publicado un artículo sobre la seguridad de datos para los usuarios.